# Orford Musique
Orford Musique (в 1951—1967 годах Музыкальный лагерь JMC, в 1967—2016 годах Орфордский центр искусств, англ. Orford Arts Centre, фр. Centre d'arts Orford) — центр искусств и летний лагерь на территории национального парка Мон-Орфорд близ города Магог (Квебек, Канада). Центр, расположенный в 112 км от Монреаля, основан под эгидой организации Jeunesses musicales Canada в 1951 году и ежегодно принимает более 400 учащихся, в том числе из других стран, предлагая курсы игры на музыкальных инструментах, вокала, театра и пантомимы, а также участие в работе оркестров, хоров и камерных ансамблей.
У истоков создания летнего лагеря Jeunesses musicales Canada стояли Жиль Лефевр, Анаис Аллар-Руссо, Лоретта Дерюиссо-Буавер и Жозеф-Эктор Лемьё, выдвинувшие эту идею в 1949 году. Для этой цели правительство Квебека выделило территорию площадью 88,8 га в национальном парке Мон-Орфорд с находящимися на ней двумя шале. Первый лагерь начал работу в августе 1951 года в составе двух преподавателей и 10 учащихся. В дальнейшем, однако, деятельность лагеря значительно расширилась и с 1972 года Орфордский центр искусств работает круглогодично. В 1960 году был сдан в эксплуатацию рассчитанный на 500 зрителей концертно-театральный зал по проекту архитектора Поля-Мари Коте, с 1974 года носящий имя Жиля Лефевра. Первым произведением, прозвучавшим в новом зале, стал «Гимн северному ветру» (фр. Hymne au vent du nord), специально для этой цели заказанный JMC композитору Клермону Пепену. Произведение исполняли Рауль Жобен и оркестр под управлением Эрнеста Макмиллана. В 1972 году на территорию центра был перенесён павильон Всемирной выставки 1967 года «Человек и его музыка». Дополнительные административные и учебные павильоны и жилые корпуса возведены, среди прочего, в 1968, 1970 и 1990 годах.
В рамках деятельности лагеря в 1965 году был создан струнный квартет, в дальнейшем известный как Орфордский; его члены в дальнейшем неоднократно выступали как преподаватели Орфордского центра. Также частью работы центра является Орфордский фестиваль, концерты, лекции и выставки которого проходят не только на территории центра, но и в парках и общественных зданиях близлежащих населенных пунктов. В Орфордском центре проходили рабочие сессии Всемирного оркестра Jeunesses musicales, а в 1976 году он стал местом проведения генеральной ассамблеи Международной федерации юных музыкантов. С 1997 года по инициативе Юлия Туровского в Орфордском центре ежегодно проходит международный конкурс музыкантов.